# Молепололе
Молепололе (англ. Molepolole) — село на південному сході центральної частини Ботсвани, адміністративний центр округу Квененг.

## Географія
Молепололе — найбільше село в Ботсвані і одне з найбільших традиційних сіл в Африці. Розташоване за 50 км на захід від столиці країни, міста Габороне, на висоті 1189 м над рівнем моря. Входить до складу субокруга Східний Квененг.

### Клімат
Село знаходиться у зоні, котра характеризується кліматом помірних степів та напівпустель. Найтепліший місяць — січень із середньою температурою 25 °C (77 °F). Найхолодніший місяць — червень, із середньою температурою 12.9 °С (55.2 °F).
| Клімат Молепололе       | Клімат Молепололе | Клімат Молепололе | Клімат Молепололе | Клімат Молепололе | Клімат Молепололе | Клімат Молепололе | Клімат Молепололе | Клімат Молепололе | Клімат Молепололе | Клімат Молепололе | Клімат Молепололе | Клімат Молепололе | Клімат Молепололе |
| Показник                | Січ.              | Лют.              | Бер.              | Квіт.             | Трав.             | Черв.             | Лип.              | Серп.             | Вер.              | Жовт.             | Лист.             | Груд.             | Рік               |
| Середня температура, °C | 25                | 24                | 22,9              | 19,7              | 16,2              | 12,9              | 12,9              | 16                | 19,6              | 22,4              | 23,9              | 24,6              | 20                |
| Норма опадів, мм        | 98.8              | 79.8              | 60.7              | 44.7              | 11.2              | 3.2               | 2.4               | 3.4               | 18.2              | 39.9              | 60.4              | 80.9              | 503.6             |
| Днів з опадами          | 11,1              | 9,2               | 7,4               | 5,7               | 1,9               | 0,9               | 0,4               | 0,8               | 2,1               | 5,8               | 8,5               | 9,1               | 62,9              |
| Вологість повітря, %    | 63                | 66.7              | 67.9              | 69.2              | 66.4              | 64.7              | 61.6              | 54.5              | 48.2              | 50.6              | 56.9              | 59.3              | 60.8              |
| ----------------------- | ----------------- | ----------------- | ----------------- | ----------------- | ----------------- | ----------------- | ----------------- | ----------------- | ----------------- | ----------------- | ----------------- | ----------------- | ----------------- |
| Джерело: Weatherbase    |                   |                   |                   |                   |                   |                   |                   |                   |                   |                   |                   |                   |                   |

## Населення
За даними перепису 2011 року населення села складає 67 598 чоловік.
Динаміка чисельності населення села по роках: 
| 1981  | 1991  | 2001  | 2011  | 2013  |
| ----- | ----- | ----- | ----- | ----- |
| 20565 | 36930 | 54561 | 67598 | 70568 |